# Харченко, Виталий Олегович
Вита́лий Оле́гович Ха́рченко (укр. Віталій Олегович Харченко, позывной — Туча; 14 августа 1995, Кировоград — 23 января 2024, возле Авдеевки) — украинский военнослужащий, старший солдат, участник российско-украинской войны. Герой Украины (30 сентября 2024, посмертно).

## Биография
Родился 14 августа 1995 года в Кировограде. Окончил местную школу № 32, учился в колледже экономики и права.
В 2017 году стал в ряды Вооружённых сил Украины, служил в группе специального назначения отряда специальных операций полка имени князя Святослава Храброго на должностях оператора и пехотного снайпера.
Во время российского вторжения в Украину воевал в Донецкой, Сумской, Харьковской и Запорожской областях.
Погиб 23 января 2024 года вблизи Авдеевки в Донецкой области во время выполнения боевого задания.
Похоронили 1 февраля 2024 года в Кропивницком на Аллее славы Дальневосточного кладбища.

## Награды
- Звание «Герой Украины» с удостоением ордена «Золотая Звезда» (30 сентября 2024, посмертно) — за личное мужество и героизм, проявленные в защите государственного суверенитета и территориальной целостности Украины, верность военной присяге[3].